# Petneháza
Petneháza is een plaats (község) en gemeente in het Hongaarse comitaat Szabolcs-Szatmár-Bereg. Petneháza telt 1972 inwoners (2001).